# Charles Perrot
Charles Perrot (Gannat, 16 febbraio 1929 – Moulins, 11 novembre 2013) è stato un biblista e presbitero francese.

## Biografia
Perrot ha studiato teologia alla facoltà cattolica dell'università di Lione e nel 1953 è stato ordinato prete. Dopo aver insegnato per un periodo al seminario di Moulins, ha conseguito il dottorato alla facoltà cattolica di Lione e ha perfezionato i suoi studi a Gerusalemme all'École biblique et archéologique française. Successivamente ha insegnato lingue bibliche a Lione e successivamente è stato nominato professore di esegesi del Nuovo Testamento all'Institut catholique de Paris. Nel 1979 ha pubblicato il libro Jesus et l'histoire, che è diventato uno dei libri di riferimento per la ricerca del Gesù storico. Ritiratosi dall'insegnamento e nominato professore emerito, si è ritirato a Moulins, dove è diventato canonico della cattedrale e successivamente decano del capitolo della cattedrale.

## Libri
- Jésus et l'histoire, Desclée de Brouwer, Paris, 1979.
- L'Épître aux Romains, Cahiers Évangile, Éditions du Cerf, Paris, 1988.
- Les miracles tout simplement, avec Souletie J.-L., Thévenot X., Les Éditions de l'Atelier, Paris, 1995.
- Jésus, Christ et Seigneur des premiers chrétiens, Desclée de Brouwer, Paris, 1997.
- Après Jésus. Le ministère chez les premiers chrétiens, Les Éditions de l'Atelier, Paris, 2000.
- Le retour du Christ, co-auteur avec Armand Abécassis, Pierre-Jean Labarrière, Bernard Sesboüé, Jean Séguy, Bruxelles, Publications des Facultés universitaires Saint-Louis, 2002
- Jésus, PUF, coll. «Que sais-je ?», 2007
- La Lecture de la Bible dans la synagogue : les anciennes lectures palestiniennes du Shabbat et des fête, Verlag Dr. H. A. Gerstenberg, 1973